# Сарајевски процес (1983)
Сарајевски процес је назив за суђење групи муслиманских интелектуалаца у Сарајеву 1983. године, на челу са Алијом Изетбеговићем, због „муслиманског национализма” и „непријатељске пропаганде”.

## Хапшење
Служба државне безбедности СР Босне и Херцеговине је 23. марта 1983. године у операцији "Требевић", ухапсила Алију Изетбеговића, Омера Бехмена, Исмета Касумагића, Едхема Бичакчића, Хуса Живаља, Мустафу Спахића, Џемалудина Латића, Дервиша Ђурђевића, Мелика Салихбеговића и Ђула Бичакчића.
На првом саслушању, Изетбеговић је изразио похвале на рачун СДБ-а који чува Југославију. Демантовао је да има политичких амбиција. Исту изјаву су дали и остали.

## Судски поступак
У темељу оптужнице, налазила се "Исламска декларација", коју је Изетбеговић написао 1970. године. Оптужени су у истрази давали различите исказе него пред судом, због притисака и тортуре СДБ-а. Мустафа Спахић је изјаву о изнуђивању исказа дао и пред Врховним судом. Ипак, на суђењу су уважене само првобитне изјаве.
Тужилаштво је извело 59 сведока, док је одбрана извела свега три. Тражено је и да суђење буде јавно, уместо допуштању одабраних новинара да присуствују суђењу.

### Петиција
Војислав Шешељ и Добрица Ћосић су покренули петицију за ослобођење Изетбеговића и осталих, коју је потписало много чланова Српске академије наука и уметности.

### Пресуда
- Алија Изетбеговић, 14 година
- Омер Бехмен, 15 година
- Хасан Ченгић, 10 година
- Исмет Касумагић, 10 година
- Едхем Бичакчић, 7 година
- Хусеин Живаљ, 6 година
- Мустафа Спахић, 5 година
- Џемалудин Латић, 6 година и 6 месеци
- Салих Бехмен, 5 година
- Дервиш Ђурђевић
- Мелика Салихбеговић
- Ђула Бичакчић

## Епилог
Изетбеговић је амнестиран 1988. године и пуштен из затвора у Зеници, као и остали осуђени.
Касније је подршка Шешеља и Ћосића тумачена као великосрпски покушај да се Босна и Херцеговина подели, чиме би се отворио пут да се Србији припоје српски делови БиХ.
Радна група Југословенске координације институција за заштиту људских права (Шекс, Чавошки, Демшар, Имшировић) закључила је 1989. да је процес "монтирано политичко суђење... по познатом стаљинистичком моделу", омогућен је "комбинацијом неколико чинилаца: полицијском уместо правом судском истрагом, ускраћивањем права на одбрану оптуженима, фактичком тајношћу суђења, дезинформисањем јавности и конструисањем непостојећих доказа."; као "инспиратори" су означени Бранко Микулић и Хамдија Поздерац.